# Gliese 581 d
Gliese 581 d – niepotwierdzona planeta pozasłoneczna typu superziemia, orbitująca wokół gwiazdy Gliese 581.

## Nazwa
Pierwsza część nazwy, „Gliese 581”, określa że planeta okrąża gwiazdę opisaną w Katalogu Gliesego. Litera „d” oznacza, że była to trzecia odkryta planeta w tym układzie planetarnym.

## Odkrycie

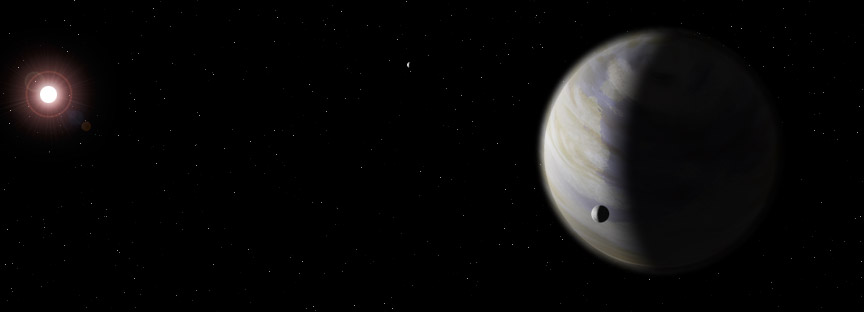
Wizja artystyczna planety

Planeta została odkryta przez zespół Stéphane’a Udry’ego z Observatoire de Genève w Szwajcarii, odkrycia dokonano za pomocą należącego do Europejskiego Obserwatorium Południowego urządzenia do pomiarów radialnych prędkości gwiazd HARPS, zainstalowanego na 3,6-metrowym teleskopie ESO w Obserwatorium La Silla w Chile.

## Kontrowersje
W 2014 roku opublikowano wyniki analiz prędkości radialnej Gliese 581, dowodzące, że planety Gliese 581 d i Gliese 581 g w rzeczywistości nie istnieją. Po analizie danych z instrumentów HARPS oraz HIRES, zainstalowanego w Obserwatorium Kecka na Hawajach astronomowie doszli do wniosku, że sygnał brany za dowód istnienia planet d i g w systemie Gliese 581 pochodzi w rzeczywistości od samej gwiazdy i zachodzących na jej powierzchni zjawisk podobnych do cyklu plam słonecznych. Różnica między sygnałem pochodzącym od aktywności gwiazdy a tym przypisywanym planecie d, miała być powodem pojawienia się sygnału, zinterpretowanego jako dowód istnienia planety Gliese 581 g. Według autorów, po wprowadzeniu poprawek wynikających z obserwacji cyklu słonecznego gwiazdy i wyznaczeniu jej okresu obrotu, równego 130 ± 2 dni, prawdopodobieństwo istnienia planety Gliese 581 d zostaje prawie całkowicie wyeliminowane, co pociąga także za sobą wyeliminowanie istnienia Gliese 581 g.
W 2015 roku ukazała się odpowiedź na tę krytykę, podająca w wątpliwość zastosowaną metodę statystyczną. Autorzy stwierdzili, że metoda ta jest nieadekwatna dla tak małych planet jak Gliese 581 d i kwestionowanie istnienia tego ciała jest nieuzasadnione, niezależnie od aktywności gwiazdy. 

## Charakterystyka
Gliese 581 d była pierwszą odkrytą superziemią znajdującą się w ekosferze teoretycznie pozwalającej na powstanie na niej życia.
Gliese 581 d znajduje się prawdopodobnie w synchronicznej rotacji z jej słońcem, co powoduje, że jedna strona planety zawsze jest zwrócona ku gwieździe i bardzo gorąca, a druga jest bardzo zimna i ciemna. Takie warunki, zdaniem niektórych naukowców, bardzo zmniejszają prawdopodobieństwo powstania na niej życia, jednak nie wykluczają takiej możliwości. Niektóre komputerowe symulacje wskazują, że gęsta atmosfera oparta na dwutlenku węgla może stworzyć środowisko pozwalające na powstanie życia, nawet pomimo panowania na planecie tak niesprzyjających warunków

## A Message From Earth
W październiku 2008 członkowie witryny sieciowej Bebo wysłali tzw. A Message From Earth („Wiadomość z Ziemi”), silny sygnał radiowy w stronę układu Gliese 581, przy użyciu radioteleskopu Eupatoria RT-70 należącego do Narodowej Agencji Kosmicznej Ukrainy. Wiadomość ma przybyć do układu Gliese 581 w 2029 roku. Najszybsza ewentualna odpowiedź może zostać odebrana w 2049 roku.